# لنس آلرد
لنس آلرد (انگلیسی: Lance Allred؛ زادهٔ ۲ فوریهٔ ۱۹۸۱) بازیکن بسکتبال اهل ایالات متحده آمریکا است.